# Mercury-Redstone 3
Die Mission Mercury-Redstone 3 (MR-3) am 5. Mai 1961 gilt nach Juri Gagarins Flug Wostok 1  (12. April 1961) als der zweite bemannte Flug in der Geschichte der Raumfahrt. Alan B. Shepard war damit der erste US-Amerikaner oberhalb der als Grenze zum Weltraum anerkannten Kármán-Linie. Das Mercury-Raumschiff Freedom 7 vollzog dabei lediglich einen ballistischen Flug. Mit der dabei eingesetzten Redstone-Rakete, deren Startmasse nur etwas mehr als ein Zehntel der bei Gagarins Flug verwendeten Wostok-K betrug, war das Erreichen des Erdorbits nicht möglich.
Der Countdown begann am Vorabend um 20:30 Uhr. Shepard aß nach dem Aufwachen ein Frühstück mit Steak und Eiern, Toast, Kaffee und Orangensaft (dieses Frühstück mit Steak und Eiern wurde für Astronauten am Morgen eines Starts bald zur Tradition). Er betrat das Raumschiff etwas mehr als zwei Stunden vor der geplanten Startzeit um 7:20 Uhr. Um 7:05 Uhr wurde der Start für eine Stunde unterbrochen, um die Wolkendecke über Cape Canaveral sich auflösen zu lassen – gute Sicht wäre für Erdfotos unerlässlich – und um ein Netzteil zu reparieren. Weitere Unterbrechungen des Countdown führten dazu, dass Shepard fast drei Stunden auf dem Rücken in der Kapsel lag. Er beschwerte sich bei der Boden-Crew über dringenden Harndrang (da die Mission weniger als 20 Minuten dauern würde, hatte niemand daran gedacht, die Mercury mit einem Gerät zum Auffangen von Urin auszustatten). Weil es nicht möglich war, in einem akzeptablen Zeitraum die Kapsel nochmals zu öffnen, urinierte Shepard in seinen Anzug, nachdem die medizinischen Elektroden an seinem Körper wegen Kurzschlussgefahr abgeschaltet waren. Aufgrund seiner Sitzposition sammelte sich der Urin etwas unter seinem Rücken, und da Sauerstoff durch den Raumanzug strömte, war er bald getrocknet, und der Countdown begann erneut. Nach der Mission wurde der Mercury-Raumanzug modifiziert und eine Vorrichtung zum Auffangen von Urin installiert.
Nach dem Start verlief nach Alan Shepards Aussage der Flug sehr ruhig. Nach 45 Sekunden setzten Vibrationen ein, diese waren bedingt durch das Erreichen der Schallgeschwindigkeit (Mach 1) und das damit verbundene Durchbrechen der Schallmauer. Der Flug stabilisierte sich wieder nach 88 Sekunden. Die Redstone-Rakete wurde nach knapp zweieinhalb Minuten vom Raumschiff getrennt.
Nach 15 Minuten und 22 Sekunden Gesamtflugdauer wasserte Freedom 7 im Atlantik. Helikopter holten Shepard und die Freedom 7 nach elf Minuten an Bord des Flugzeugträgers Lake Champlain. Dort wurde er sofort medizinisch untersucht. Shepard befand sich in ausgezeichneter Kondition und empfand den Flug als körperlich problemlos.
US-Präsident John F. Kennedy, der den Flug wie viele andere US-Amerikaner im Fernsehen verfolgt hatte, rief Shepard noch an Bord an und beglückwünschte ihn zu seinem großen Erfolg.
Alan Shepard nahm später auch am Apollo-Programm teil und landete als Missionskommandant mit Apollo 14 auf dem Mond.

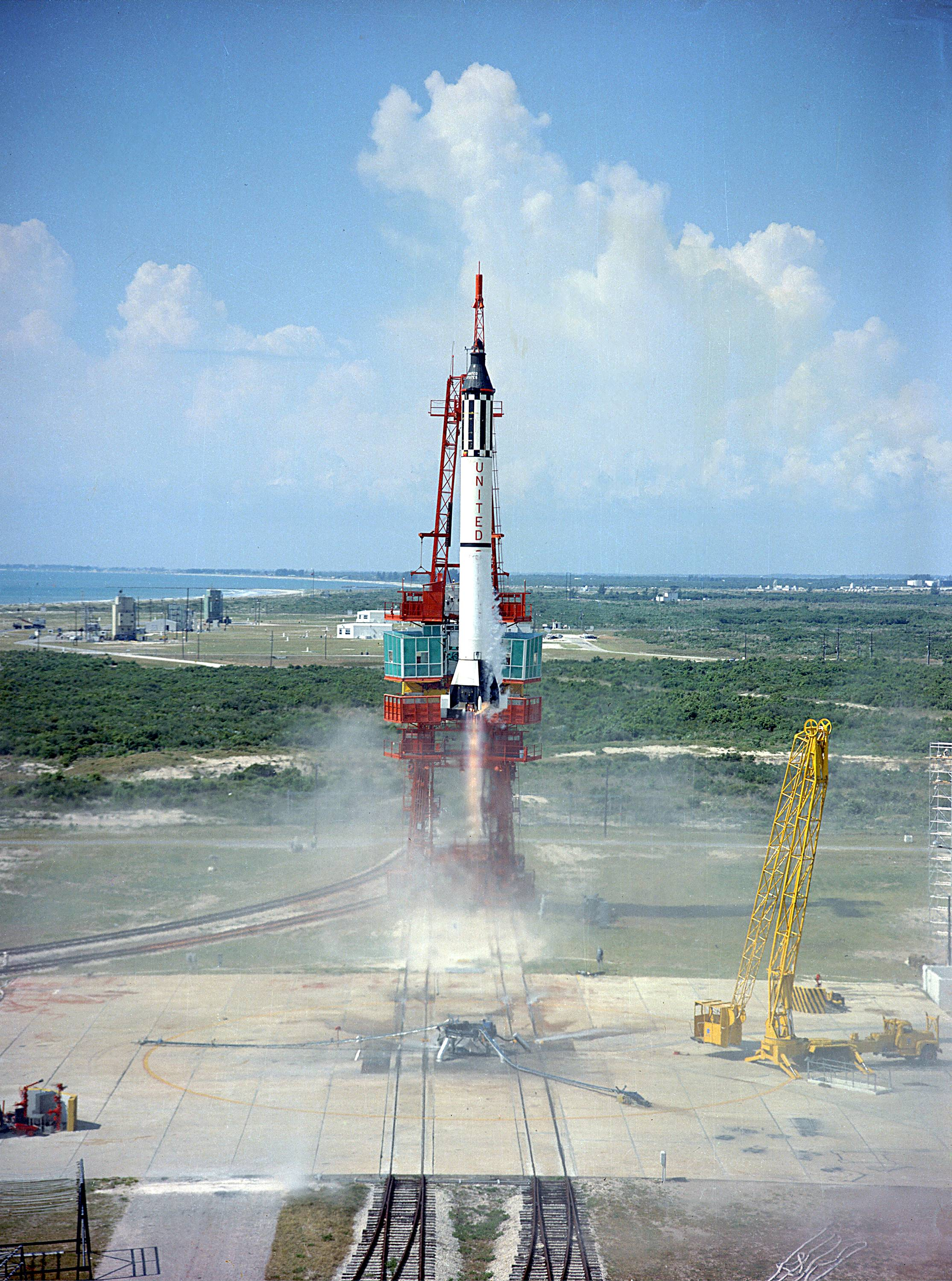
Start von Freedom 7
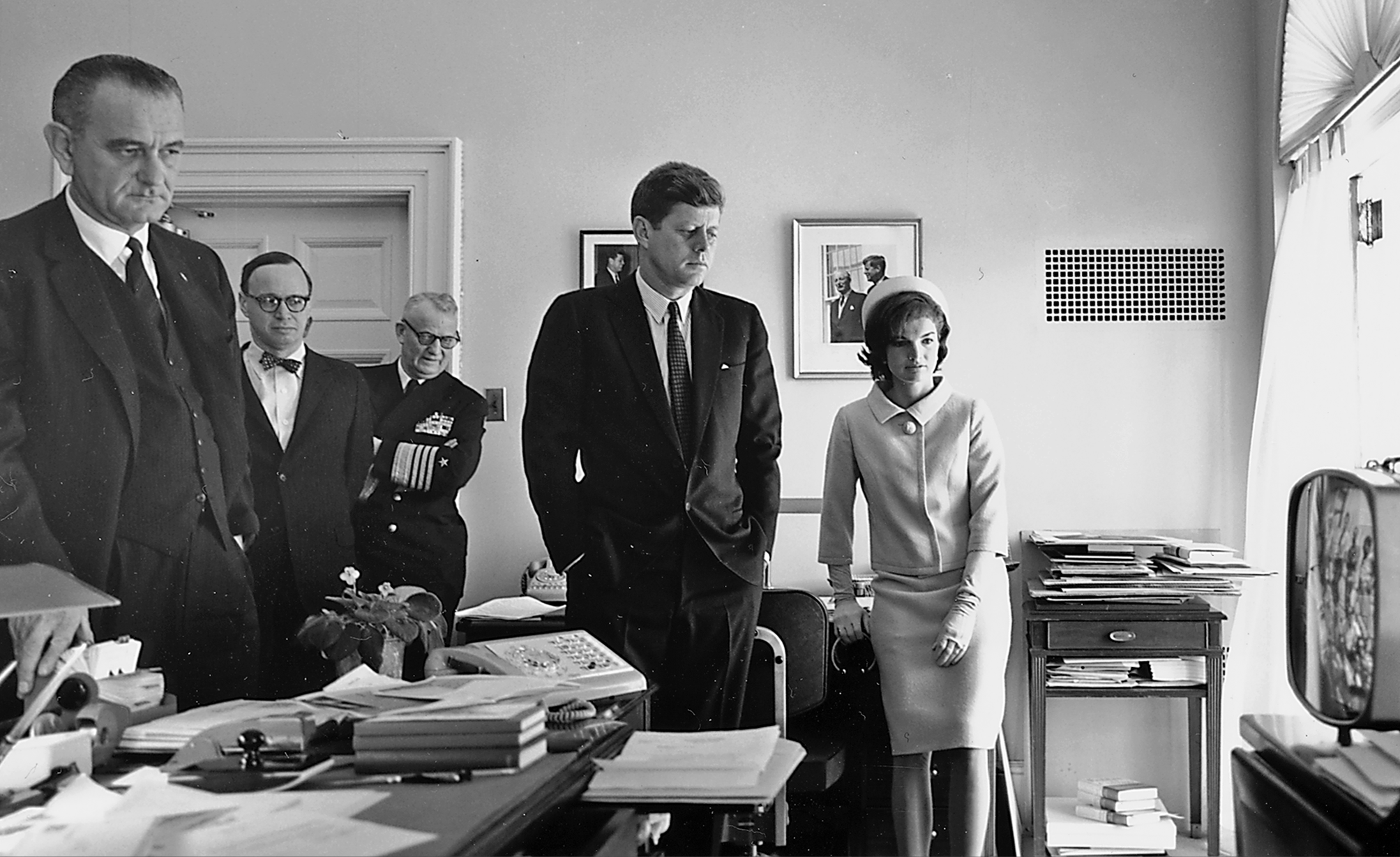
Präsident Kennedy (Mitte), seine Frau Jacqueline (rechts), Vizepräsident Johnson (links) sowie Arthur Schlesinger und Arleigh Burke beobachten den Flug im Fernsehen
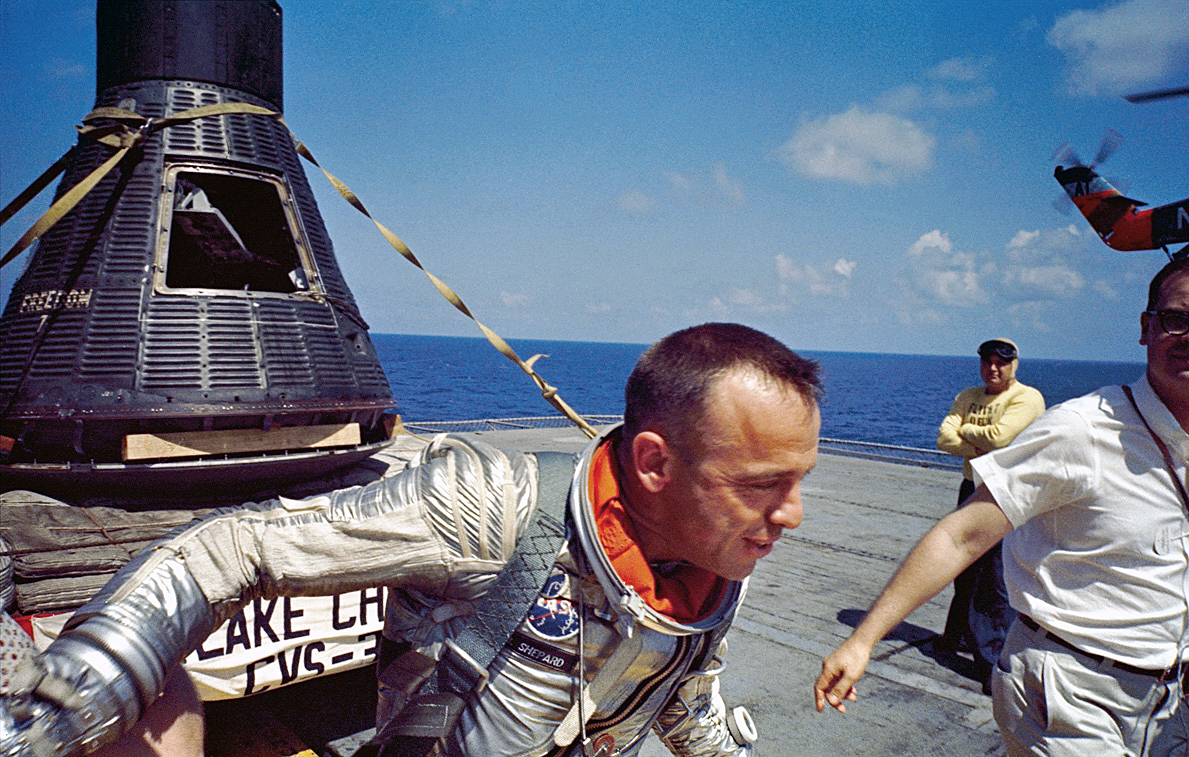
Shepard an Bord der U.S.S. Lake Champlain